# Principali manifestazioni culturali a Parma
A Parma si svolgono regolarmente numerose manifestazioni culturali, tra le quali figurano appuntamenti di rinomanza mondiale quali il Festival Verdi, interamente dedicato alle opere del grande compositore parmense Giuseppe Verdi.

## Tabella principali manifestazioni cittadine
|                                                              | Manifestazioni |
| ------------------------------------------------------------ | --- |
| Segni Urbani                                                 | Convention Nazionale Biennale, Nazionale di Street Art e Cultura Urbana organizzata dal 2015 da McLuc Culture. Associazione di promozione culturale e sociale impegnata nel sostegno della creatività urbana. Segni Urbani richiama numerosi writers di alto livello da ogni parte di Italia. Dal 2017 Segni Urbani coinvolge anche musicisti hip hop, bboy, eventi collaterali dedicati alla cultura urbana, sperimentazioni e contaminazioni artistiche. |
| MArteLive Parma                                              | Concorso nazionale per gli Artisti Emergenti. Dal 2000 è uno dei concorsi più importanti in Italia. È un concorso multidisciplinare, comprende tutte le discipline artistiche: Musica, Pittura, Moda&Riciclo, Dj, Vj, Writing, Danza, Teatro, Fumetto, Letteratura, Artigianato, Cinema, Fotografia, Videoclip, Arte Circense. Le selezioni a Parma si tengono tra maggio/giugno e permettono di accedere al MArteLive Festival che si tiene a Roma a settembre. Il concorso si svolge nei locali che fanno attività artistica e di intrattenimento e comprende le province di Parma, Reggio Emilia, Piacenza, Verona, Mantova, Cremona e buona parte del centro Nord. MArteLive Parma si svolge dal 2008, con il patrocinio della Provincia di Parma, del Comune di Parma e del Quartiere Cortile San Martino, organizzato a Parma sino al 2011 dal Gruppo Artistico McLuc Culture attivo nella promozione culturale dal 2005.                                                                   |
| Goliardia                                                    | Festa delle Matricole e Liberatio Scolarum. Puntualmente ogni anno due settimane prima di Pasqua non manca l'appuntamento con la tradizionale Liberatio Scolarum seguita dalla Festa delle Matricole in Piazza Garibaldi, caratteristico e colorito incontro che richiama tutti gli studenti universitari facenti parte della Goliardia dell'Italia centro-settentrionale. Feluca alla mano! |
| Premio Sant'Ilario                                           | Manifestazione annuale, che, all'occorrenza della festa patronale Sant'Ilario di Poitiers, assegna le onorificenze conferite dal comune di Parma alle personalità cittadine che si sono distinte nei campi professionali o in attività filantropiche. |
| ReggioParma Festival                                         | Promosso congiuntamente dai comuni di Parma e Reggio Emilia, si tiene ogni anno riunendo le proposte di tre festival (Festival Verdi, Teatro Festival Parma e Reggio Emilia Danza), rappresenta un grande appuntamento culturale cittadino, in grado di collegare i mondi della danza, del teatro e della musica in un'unica prestigiosa manifestazione. |
| Festival Verdi                                               | Importante appuntamento autunnale di fama internazionale dedicato alle opere del grande compositore parmense Giuseppe Verdi (1813-1901) uno dei massimi compositori italiani dell'Ottocento, autore di melodrammi che fanno parte del repertorio operistico dei teatri di tutto il mondo. Il Festival, che apparve per la prima volta a metà anni Ottanta e proseguito fra alterne fortune fino al 1993, è stato poi reintrodotto nel 2001 in occasione delle Celebrazioni Nazionali del Centenario Verdiano e da allora riproposto ogni anno in tarda primavera-inizio estate, e dal 2007 spostato in ottobre, mese di nascita di Verdi. |
| Teatro Festival                                              | La sede è rappresentata dal prestigioso Teatro Due, si è sempre distinto in Europa come una delle manifestazioni culturali più importanti, fino a meritare il Premio dell'"Associazione Nazionale dei Critici teatrali" quale unico festival italiano in grado di sormontare le distinzioni sterili tra sperimentazione e teatro tradizionale, tra ricerca isolata e grandi centri di produzione finanziati dallo Stato, scegliendo in base a dei criteri di intelligenza, professionalità e rigore formale. Testi classici e contemporanei vengono messi in scena da registi ed attori italiani ed internazionali. |
| ParmaPoesiaFestival                                          | Dal 2005 si tiene ogni anno nel mese di giugno in collaborazione con Fondazione Teatro Regio, Istituzione Biblioteche, Istituzione Casa della Musica, Fondazione Teatro Due, Teatro delle Briciole, Lenz Rifrazioni, Fondazione Culturale Solares, Artemis Danza/Monica Casadei, Biblioteca Palatina, Corale Verdi, Lune Nuove, Europa Teatri, Argante Studio, MUP. Questo Festival si pone come punto di riferimento per la poesia nazionale ed internazionale e la città richiamando decine di poeti da tutto il mondo, autori di grande popolarità e nuove voci della poesia nazionale ed internazionale. Teatro Regio, Galleria San Ludovico, Piazza Garibaldi, Biblioteca Palatina, Biblioteca Civica – Oratorio Novo, Casa della Musica, Palazzetto Eucherio Sanvitale, Chiostro Sant’Uldarico, Parco Ducale, Parco Eridania, Corale Verdi, Teatro al Parco, Teatro Europa sono i luoghi in cui si tengono le rappresentazioni, ad ingresso gratuito, di questa manifestazione.             |
| Controtempi                                                  | Rassegna musicale annuale iniziata nel 2001. Oltre a numerosi concerti, alcuni dedicati alla musica d'autore italiana, propone approfondimenti su grandi miti del panorama musicale mondiale. Gli incontri del 2006 sono stati dedicati ad artisti quali Bob Marley, Jimi Hendrix o Janis Joplin una delle più grandi voci bianche del blues. |
| Parmajazz Frontiere                                          | Festival internazionale che da dieci anni, in dicembre, promuove progetti nell'ambito del jazz e della musica contemporanea. Il repertorio comprende: il jazz, la musica improvvisata, la musica etnica e le musiche "classiche" extra europee. |
| Le Feste di Apollo                                           | Festival primaverile di musica barocca in concerto e in discussione. I concerti e gli studi si svolgono nella Casa della Musica (Palazzo Cusani) e all'interno della Chiesa di San Vitale che, recentemente e completamente restaurata, offre una cornice fastosa e appropriata. Nel 2008 non è stata proposta tuttavia una nuova edizione. |
| Parma Danza                                                  | Nato nel 2003, questo Festival internazionale di danza ha riscosso ben presto un grande successo di pubblico e critica. Alterna grandi titoli del repertorio ottocentesco a creazioni della danza moderna, con la presenza di coreografi prestigiosi e di star del balletto. |
| È grandEstatE                                                | Rassegna di musica, danza, teatro che dal 2000, riunendo una selezione tra i migliori artisti nazionali e internazionali, anima per tre settimane il cartellone estivo parmigiano. Gli spettacoli sono ambientati nel grande teatro all'aperto da oltre mille posti allestito nel cortile dell'antico Palazzo della Pilotta |
| Elementi                                                     | Rassegna nata nel 2006 che ha per tema la celebrazione degli elementi Acqua - Aria - Terra - Fuoco, concepiti, fin dal tempo della filosofia greca, come gli assi portanti della natura, per imparare a conoscerli, immaginarli, proteggerli. Il percorso della rassegna si compone di lectio magistralis, tavole rotonde, dialoghi, reading, laboratori e seminari, proiezioni, spettacoli teatrali, performance musicali, esposizioni e animazioni ludico-didattiche. Elementi è una rassegna al tempo stesso culturale, informativa, educativa, ma anche ludica e giocosa. Ogni anno si concentra su uno dei quattro elementi. I 130 eventi della manifestazione della prima edizione, hanno visto una partecipazione di pubblico superiore alle diecimila presenze. La prima edizione è stata dedicata al fuoco, anche a causa di una doppia coincidenza: un anno dal protocollo di Kyoto e vent'anni dal dramma di Černobyl', mentre nel 2007 la rassegna sarà dedicata all'elemento "acqua" |
| Teatro Dialettale                                            | Importante l'attività del Teatro Dialettale parmigiano. Durante la stagione, le compagnie dialettali si esibiscono in teatri, chiese, saloni e auditorium della città. Il dialetto parmigiano è un dialetto gallo-italico di tipo emiliano. |
| Festa Multiculturale                                         | (Parco Nevicati di Collecchio) Tradizionale appuntamento estivo multiculturale che dal 1997 si svolge grazie al supporto di Forum Solidarietà (Centro servizi per il volontariato di Parma), CIAC, Comune di Collecchio, numerose comunità straniere e più di 40 associazioni che si occupano dei temi dell'immigrazione e dell'intercultura. Vengono proposti piatti tipici italiani e cucine etniche, stands, concerti, dibattiti, proiezioni di video e cortometraggi, spettacoli, ritmi e balli, mercatino etnico, una libreria con proposte letterarie attente alle diverse culture del mondo ed una ludoteca per i bambini |
| Notturno Oltretorrente                                       | Rassegna musicale ad ingresso libero dedicata alla musica popolare. Si svolge ogni anno, tutti i giovedì del mese di giugno, nello storico quartiere Oltretorrente, beneficiando del suggestivo sfondo offerto dalla chiesa S. Maria del Quartiere. |
| Festival Internazionale di Musica Moderna e Contemporanea    | Creato nel 1990, si svolge in autunno ed è una delle maggiori realtà in campo nazionale dedicate alla musica contemporanea. La programmazione concertistica coniuga la ricerca in campo musicale a quella in campo tecnologico, senza trascurare la commistione con altre forme artistiche, prime fra tutte la poesia e le arti figurative. |
| Il Giardino Racconta                                         | Un carnet estivo di spettacoli che dal 2003 ha per sfondo lo splendido Parco Ducale. Gli artisti interagiscono con il parco mettendo in evidenza il binomio perfetto tra teatro e natura. Letture teatrali, canzoni, musiche, mostra di fotografie, pitture, sculture, danze, poesie, convegni e laboratori sperimentali arricchiscono questa fantasiosa manifestazione. |
| Lunedistelle                                                 | Ogni lunedì, nei mesi di luglio e agosto, si svolge dal 2005 in Piazzale S. Francesco, una rassegna serale con un variegato programma che mette in risalto il fecondo rapporto tra cinema e musica nella produzione cinematografica degli ultimi quarant'anni. Musical, rock-movie, film sulle star della musica, star della musica che fanno film. |
| Unounoprima Stage Europeo degli Esordi                       | Nato nel 2005 è uno spazio di incontro e scambio di idee aperto a giovani segnalati per il particolare talento ed impegno e provenienti da prestigiosi istituti europei di formazione artistica. L'evento artistico dura una settimana e rappresenta l'opportunità di mostrare a giovani studenti di diverse discipline artistiche, ma anche ad un pubblico vero e proprio (gli spettacoli sono aperti a tutti fino ad esaurimento posti), il risultato del loro percorso formativo esibendosi in concerti di musica e spettacoli di teatro e danza, assistendo alle proiezioni dei propri film o alle esibizioni delle proprie opere. |
| I Concerti della Casa della Musica                           | Stagione concertistica (novembre/aprile) nata nel 2002. Indirizzata soprattutto al grande repertorio classico-romantico, ospita tra le mura del quattrocentesco Palazzo Cusani piccoli gruppi orchestrali e selezionate formazioni da camera. |
| Nottetempo                                                   | Rassegna concertistica estiva allestita dal 2003 negli spazi all'aperto del Palazzo Cusani. Il repertorio attira in particolare un pubblico giovane spaziando dal jazz alla canzone d'autore. |
| Europe Day Festival                                          | Promosso dall'Ufficio Progetto Europa del Comune di Parma con la collaborazione dell'Assessorato alle Politiche per l'Infanzia e la Scuola, l'Eurodesk e l'Informagiovani del Comune di Parma. Si prefigge di rendere la cittadinanza protagonista dei festeggiamenti del 9 maggio, giorno in cui si celebra la nascita dell'Unione Europea. |
| Palio di Parma                                               | Manifestazione che viene svolta nel mese di settembre e che trae la sua origine nel 1300. I quartieri con le cinque antiche porte della città, Porta Nuova, Porta S. Barnaba, Porta S. Croce, Porta S. Francesco e Porta S. Michele, si scontrano in tre diverse gare: Il "Pallium asinorum", la corsa dello Scarlatto (riservata agli uomini) e la corsa del Panno verde (riservata alle donne). |
| Festival dell'Architettura                                   | È una manifestazione biennale che dal 1987 promuove attività di confronto a livello internazionale sui temi della progettazione architettonica e urbana. Mostre e progetti della storia dell'architettura, legati alle problematiche contemporanee e al tema del paesaggio |
| Festival del Prosciutto                                      | Si svolge ogni anno nel mese di settembre e coinvolge, oltre al capoluogo, dodici comuni appartenenti alla zona tipica di produzione del Prosciutto di Parma. Vengono organizzate visite guidate, degustazioni gratuite, concerti, spettacoli e convegni. |
| Festival dello Sport                                         | Il festival è nato nel 2006 e ogni anno, nel mese di giugno, propone appuntamenti e manifestazioni all'insegna di numerose discipline sportive. |
| TalentiAContatto                                             | È una nuova rassegna musicale nata nel 2008 che si svolge nel parco adiacente all'Auditorium Niccolò Paganini. Vengono proposti diversi generi musicali, beat, blues, hip hop, jazz, pop, swing, gospel, soul, patchanka, ska e reggae. |
| Festa dei Quartieri                                          | Serie di eventi tematici per ravvivare le piazze, i borghi e i quartieri cittadini. Mercatini a tema, manifestazioni, spettacoli si svolgono a rotazione durante tutto l'anno tra le varie circoscrizioni del capoluogo fornendo occasioni di scambio, commercio e socialità. |
| Premio Internazionale di Poesia Attilio Bertolucci.          | È un premio nato nel 2004 in onore del poeta Attilio Bertolucci |
| Concorso pianistico internazionale "F. Liszt" - Premio Zanfi | Concorso monotematico dedicato all'opera pianistica di Franz Liszt e riservato a pianisti di qualsiasi nazionalità che non abbiano superato i trentadue anni |
| Parma Video Film Festival                                    | Manifestazione a carattere nazionale, nata nel 1996, è riservata a registi di cortometraggi, videomaker e documentaristi. |
| Settembre italiano                                           | Manifestazione nata nel 2007. Letteratura, arte, musica e costume nel centro storico di Parma |
| Generazioni Creative                                         | La manifestazione creata nel 2008 si svolge nel mese di settembre nel Parco ex Eridania in collaborazione con il Festival della Creatività di Firenze e l'Università degli Studi di Parma. Oltre a mostre vengono proposti percorsi tra disegno, scultura, fotografia, letteratura, video art, scienza, ricerca, robotica, architettura. |
| Festival Minimondi                                           | La manifestazione è un festival letterario dedicato alla "letteratura e illustrazione per ragazzi". Iniziato, nel 2001, il Festival Minimondi si svolge con cadenza annuale. |

 A Roma il Produttore Michele Montereali, sotto l'alto patronato della Presidenza della Repubblica, produce VERDI CONCERTO CELEBRATIVO - Altare della Patria 3/06/2001 Terrazza del Bollettino – Monumento del Vittoriano - Roma - RAI2/RAI International